# Taff
|  | Per a altres significats, vegeu «al-Taff». |

Taff és un riu costaner del País de Gal·les (Regne Unit), en els comtats de Brecknock i de Glamorgan). Es forma amb de dos braços que baixen dels dos Brecknock Beacons (872 m.), i corre SSE, per Merthyr Tydfil, Quaker's Yard, Pontypridd i Llandaf, acompanyat pel ferrocarril de Three Cocks Junction a Cardiff, on entra per la riba aquí occidental i al principi del canal de Bristol, després d'un curs de 65 quilòmetres, per terreny carbonífer, i una faixa de gres vermell Devonià, després pel calcari huller o pis inferior del terreny carbonífer. Rep per la dreta el Cynon canalitzat (29 quilòmetres), la vall del qual és molt pintoresca i rica en minerals. A Merthyr Tydfil, destaca per la seva riba dreta un canal que més avall, en la confluència del Cynon, el travessa i continua la seva riba esquerra més o menys curta fins a Cardiff.

## Galeria fotogràfica

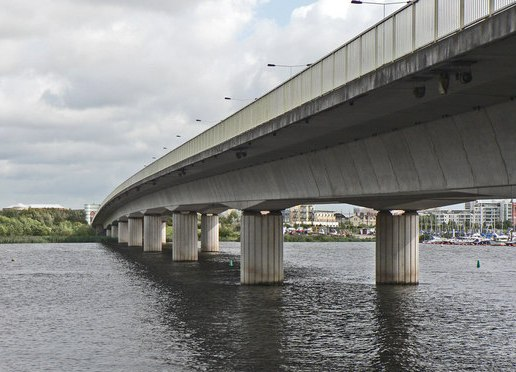
Viaducte sobre el Taff en arribar a Cardiff
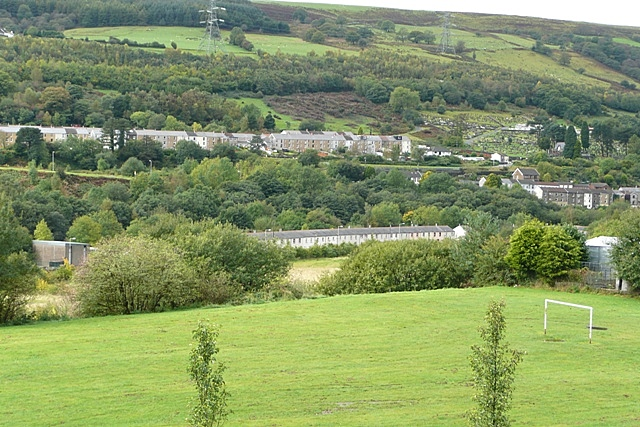
El Taff travessant Merthyr
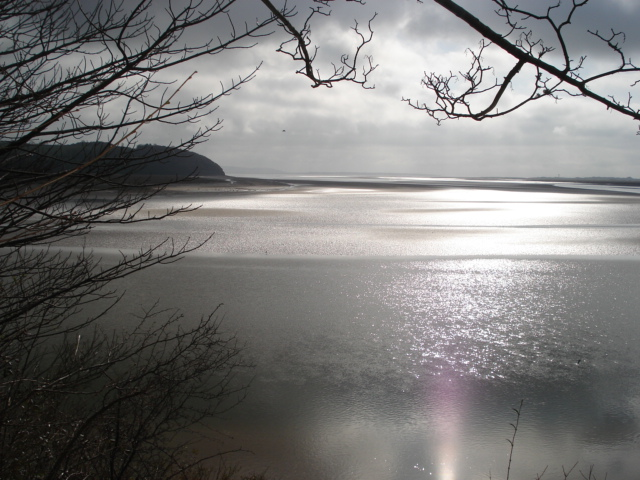
Estuari del Taff
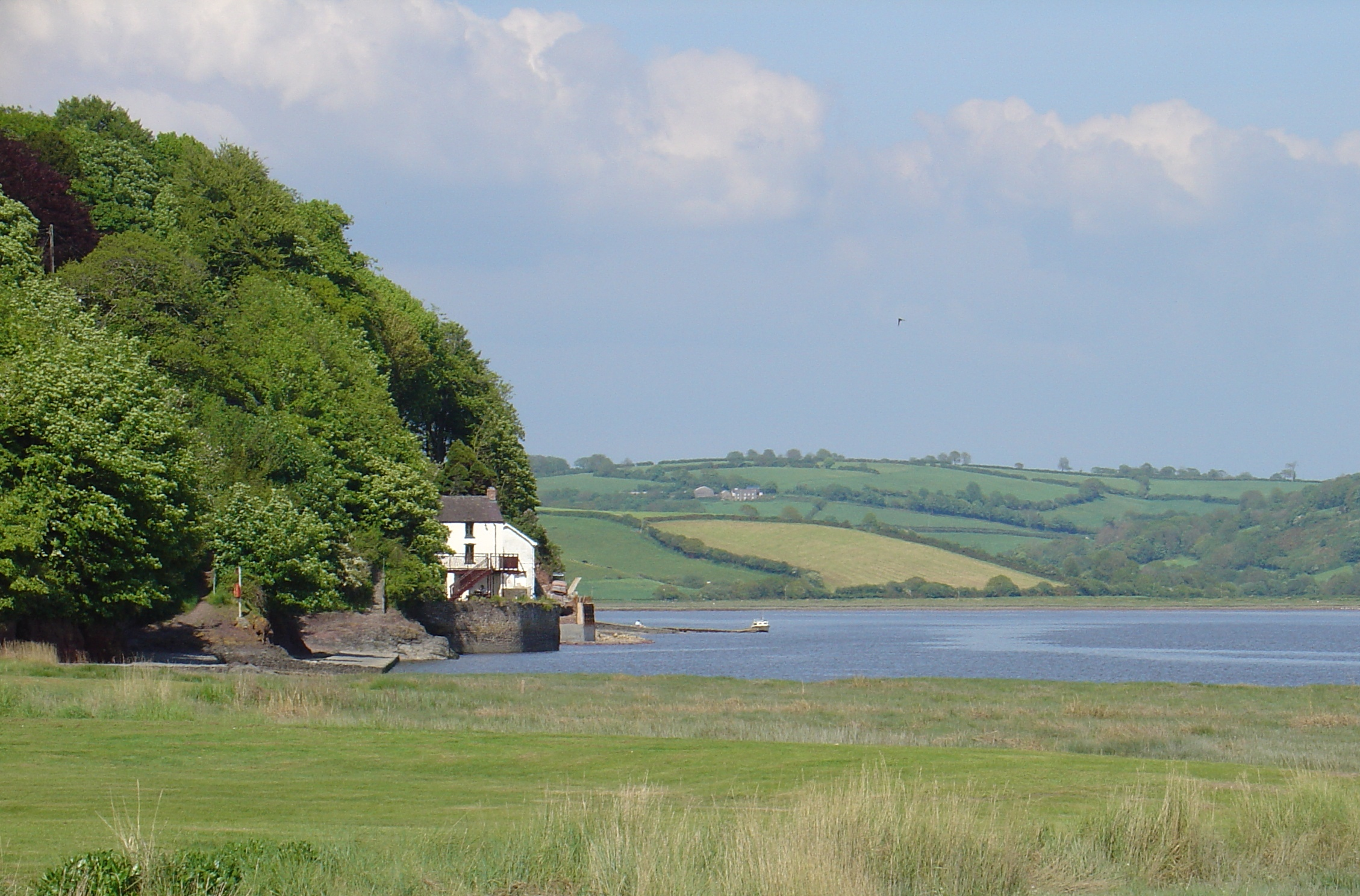
Bucòlic pas del riu Taff
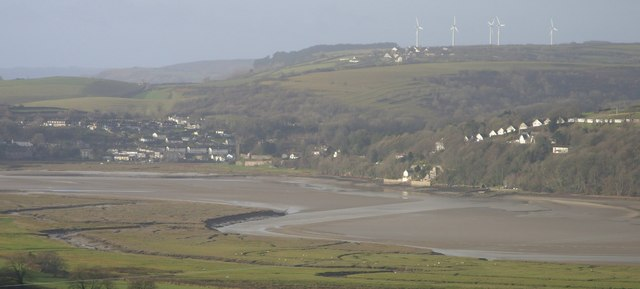
El Taff travessant Laugharne ja pràcticament en el seu estuari
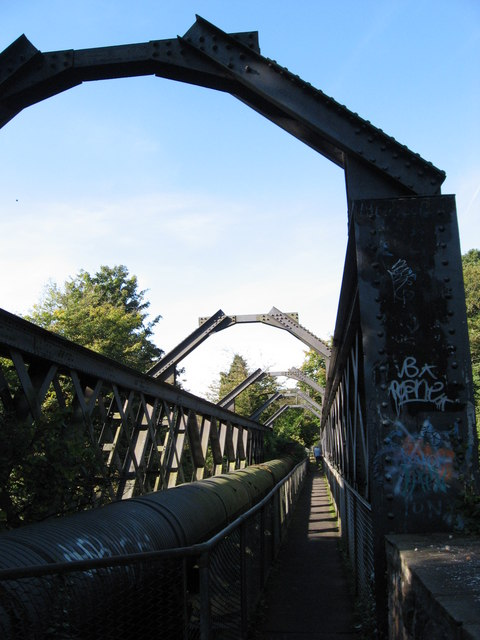
Pont de ferro sobre el riu Taff a (Radyr)